# Alex De Angelis

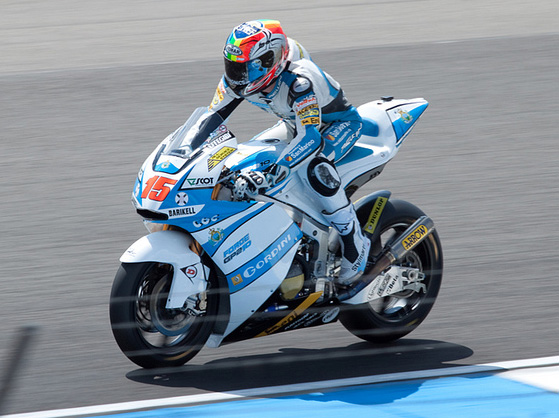
Alex De Angelis 2010 auf Force GP210

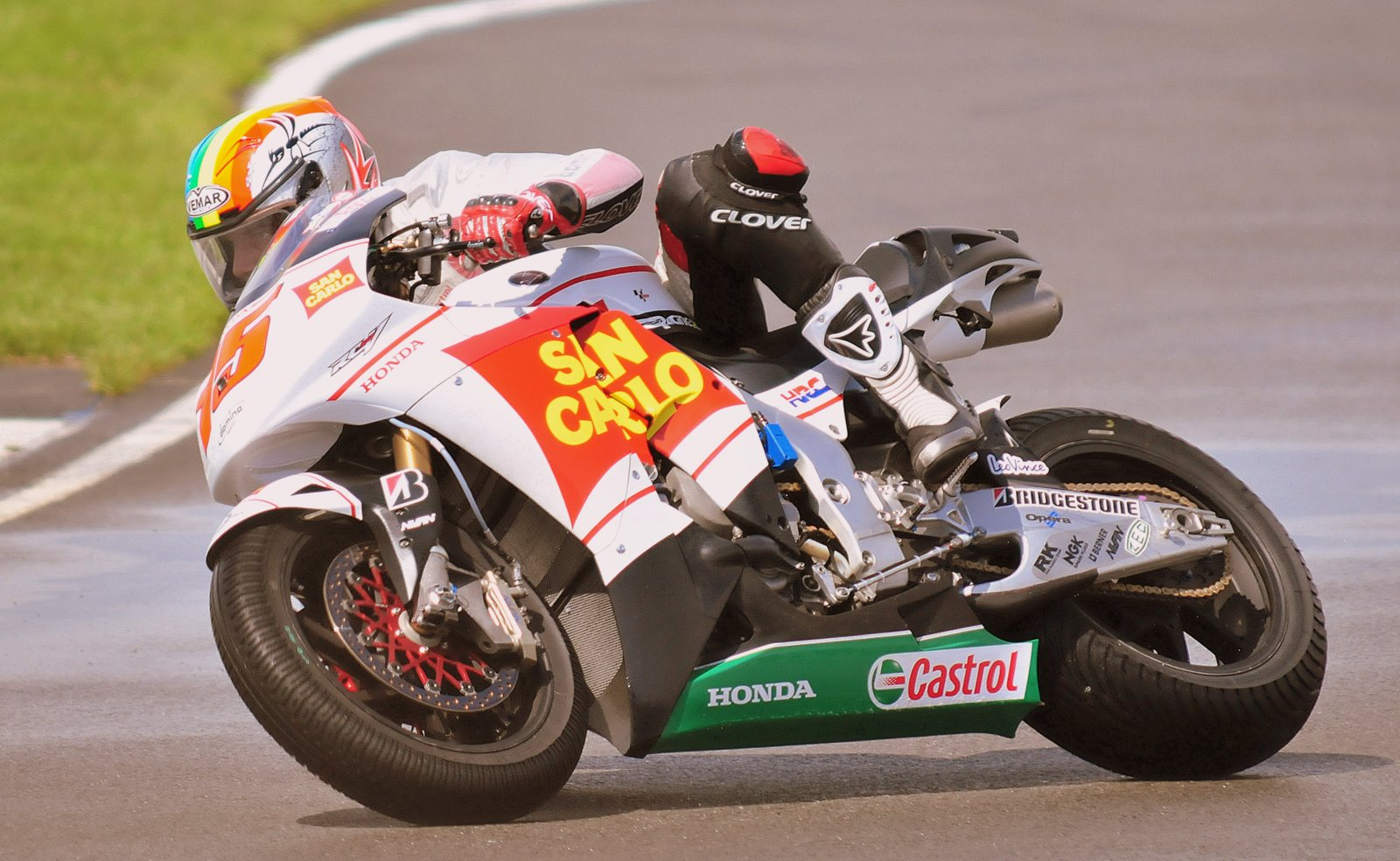
De Angelis 2009 auf MotoGP-Honda

Alex De Angelis (* 26. Februar 1984 in Rimini, Emilia-Romagna, Italien) ist ein ehemaliger san-marinesischer Motorradrennfahrer. Er wurde 2003 Vizeweltmeister in der 125 cm³-Klasse der Motorrad-Weltmeisterschaft.

## Karriere

### Motorrad-Weltmeisterschaft
De Angelis begann schon als Kind mit dem Motorradsport, anfänglich auf Minibikes. Später fuhr er in der italienischen 125-cm³-Meisterschaft. Mit 15 Jahren hatte er den ersten Einsatz in der Weltmeisterschaft beim Grand Prix von Imola 1999, indem er jedoch ausschied.
Seit der Saison 2000 ist Alex De Angelis Stammfahrer in der Weltmeisterschaft, zuerst auf Honda, ab 2002 für Aprilia. Im Jahr 2003 wurde er hinter dem Spanier Dani Pedrosa Vizeweltmeister in der 125-cm³-Klasse. Zur folgenden Saison wechselte er in die 250-cm³-Klasse, wo seine für einen Motorradrennfahrer relativ hohe Körpergröße von 180 cm kein so großer Nachteil mehr war wie in der Achtelliterklasse. In seiner 250er-Rookiesaison gelang es De Angelis bereits, zwei Podestplätze und eine Pole-Position einzufahren. Er beendete die Saison auf Platz fünf der Gesamtwertung. Dieser Aufwärtstrend verhalf ihm 2005 zu einem Platz im MS-Aprilia-Italia-Corse-Werksteam, wo er an der Seite des Italieners Simone Corsi antrat. Dort konnte er sich auf vier Podestplätze steigern, jedoch fehlte ihm bedingt durch selbst- und fremdverschuldete Stürze die Konstanz, somit belegte der San-Marineser in der Endabrechnung nur Platz sieben. In der Saison 2006 gab ihm Jorge Martínez die Gelegenheit, in seinem gut geführten Team in der Viertelliterklasse anzutreten. De Angelis belohnte diese Entscheidung beim Großen Preis von Valencia mit seinem ersten Sieg, sechs zweiten und drei dritten Plätzen. Doch vier Stürze nahmen ihm die Titelchancen, so wurde es jedoch immerhin WM-Platz drei. 2007 verhalf ihm noch mehr Konstanz erneut zu WM-Platz drei, De Angelis musste sich wie die Saison zuvor nur dem Italiener Andrea Dovizioso und dem spanischen Superstar Jorge Lorenzo geschlagen geben. Zur Saison 2008 stieg er gemeinsam mit Lorenzo und Dovizioso in die MotoGP-Klasse. Alex De Angelis bekam neben Shin’ya Nakano einen Platz im San-Carlo-Honda-Team von Fausto Gresini. Der San-Marineser passte sich schnell an und fuhr rasch auf einem hohen Niveau, jedoch konnte er gute Trainingsleistungen nicht in Rennresultate umsetzten. Dies war bedingt durch die Tatsache, dass er die besser haftenden Qualifikationsreifen nur geringfügig ausnutzen konnte und häufig nur schlechte Startpositionen belegte, womit sich die Rennen schwieriger gestalteten. Jedoch krönten zwei Highlights die Saison von De Angelis, in beim Großen Preis von Italien in Mugello und beim Deutschland-Grand-Prix am Sachsenring verpasste er zweimal mit Rang vier nur knapp das Podest. In der WM-Tabelle konnte De Angelis, bedingt durch zahlreiche Stürze, nur Platz 14 belegen.
2009 trat Alex De Angelis wieder im Gresini-Team an, 2010 fuhr er in der neu geschaffenen Moto2-Klasse im Scot Racing Team an der Seite des Italieners Niccolò Canepa. 2011 wechselte er zum Team JIR Moto2 und konnte zum Saisonende einen ausgezeichneten vierten WM-Platz behaupten. In der Saison 2012 fährt er für Mobile NGM Forward Racing erneut in der Moto2, sein Teamkollege ist der Japaner Yūki Takahashi.
Beim Großen Preis von San Marino 2010 war er einer der beiden Fahrer, die nach einem Sturz Shōya Tomizawas nicht mehr ausweichen konnten und ihn überfuhren, worauf Tomizawa verstarb. De Angelis erlitt dabei keine schweren Verletzungen.
Die Saison 2011 bestritt De Angelis im JIR Moto2-Team. Er erreichte dort auf einer Motobi am Ende den vierten Gesamtrang. Auch 2012 fuhr er eine gesamte Moto2-Saison. Nun allerdings im Forward-Racing Team. Die ersten sechs Rennen bestritt er auf einer Suter. Ab Assen wechselte sein Team den Chassis-Hersteller und er fuhr den Rest der Saison mit FTR. 2013 blieb er Forward-Racing treu. Sein Einsatzmotorrad war nun eine Speed Up. Zusätzlich kam es für ihn auch zu einem Einsatz in der MotoGP. Da Ben Spies verletzt war, sprang De Angelis als Ersatzfahrer in Laguna Seca ein. Dies war Möglich, da nur die Königsklasse dort antrat. Die ersten 10 Rennen der Saison 2014 fuhr er erneut in der Moto2-Klasse im Tasca Racing Moto2-Team auf Suter. Für den Rest der Saison wechselte er wieder in die MotoGP. Nun als Ersatzfahrer für Colin Edwards, der seine Karriere nach dem Großen Preis von Indianapolis beendete.
2015 blieb er in der MotoGP. Als einziger Fahrer des Iodaracing-Teams fährt er eine ART der alten CRT-Kategorie.
Im Rahmen des Großen Preises von Japan stürzte De Angelis im vierten Freien Training schwer. Er erlitt Rippenbrüche, eine Lungenquetschung, ein Schädel-Hirn-Trauma und musste nach einsetzenden Hirnblutungen kurzzeitig in ein künstliches Koma versetzt werden. Nach acht Tagen auf der Intensivstation erklärten ihn die Ärzte im japanischen Mibu als soweit stabil, um ihn nach San Marino transportieren zu können.
Zum Saisonfinale in Valencia hatte sich De Angelis soweit erholt, das er dort als Besucher anwesend sein konnte.
Ab 2019 trat De Angelis für Pramac Racing im MotoE World Cup an. Gegen Ende der Saison 2020 verkündete er seinen Rücktritt.

### Superbike-Weltmeisterschaft
Nachdem Anfang Februar, kurz vor Beginn der Saison 2016, das Team IodaRacing (bei dem Alex De Angelis unter Vertrag steht) bekannt gab, zukünftig in der Superbike-Weltmeisterschaft anzutreten, bestätigte auch De Angelis seinen Wechsel in diese Meisterschaft. Zusammen mit seinem Teamkollegen, dem Italiener Lorenzo Savadori, wird er auf einer Aprilia RSV4 antreten.

## Persönliches
Sein älterer Bruder William De Angelis ist ebenfalls Motorradrennfahrer und startete von 1999 bis 2001 in der 125-cm³-Klasse der Motorrad-WM.

## Statistik

### Erfolge
- 2003 – 125-cm³-Vizeweltmeister auf Aprilia
- 4 Grand-Prix-Siege

### In der Motorrad-Weltmeisterschaft
| Saison | Klasse  | Motorrad             | Rennen | Siege | Podien | Poles | Punkte | Ergebnis |
| ------ | ------- | -------------------- | ------ | ----- | ------ | ----- | ------ | -------- |
| 1999   | 125 cm³ | Honda                | 1      | –     | –      | –     | –      | —        |
| 2000   | 125 cm³ | Honda                | 16     | –     | –      | –     | 41     | 18.      |
| 2001   | 125 cm³ | Honda                | 16     | –     | –      | –     | 63     | 14.      |
| 2002   | 125 cm³ | Aprilia              | 16     | –     | 1      | 1     | 87     | 9.       |
| 2003   | 125 cm³ | Aprilia              | 16     | –     | 6      | 4     | 166    | 2.       |
| 2004   | 250 cm³ | Aprilia              | 16     | –     | 2      | 1     | 147    | 5.       |
| 2005   | 250 cm³ | Aprilia              | 16     | –     | 4      | 2     | 151    | 7.       |
| 2006   | 250 cm³ | Aprilia              | 16     | 1     | 11     | –     | 228    | 3.       |
| 2007   | 250 cm³ | Aprilia              | 17     | –     | 8      | 1     | 235    | 3.       |
| 2008   | MotoGP  | Honda                | 18     | –     | –      | –     | 63     | 14.      |
| 2009   | MotoGP  | Honda                | 17     | –     | 1      | –     | 111    | 8.       |
| 2010   | Moto2   | Force GP210 / Motobi | 12     | 1     | 3      | 1     | 95     | 11.      |
| 2010   | MotoGP  | Honda                | 3      | –     | –      | –     | 11     | 18.      |
| 2011   | Moto2   | Motobi               | 17     | 1     | 2      | 1     | 174    | 4.       |
| 2012   | Moto2   | Suter / FTR          | 15     | 1     | 2      | –     | 86     | 12.      |
| 2013   | Moto2   | Speed Up             | 17     | –     | –      | –     | 76     | 14.      |
| 2013   | MotoGP  | Ducati               | 1      | –     | –      | –     | 5      | 23.      |
| 2014   | Moto2   | Suter                | 10     | –     | –      | –     | 37     | 20.      |
| 2014   | MotoGP  | Forward-Yamaha       | 8      | –     | –      | –     | 14     | 21.      |
| 2015   | MotoGP  | ART                  | 14     | –     | –      | –     | 2      | 28.      |
| 2017   | Moto2   | Kalex / Suter        | 3      | –     | –      | –     | 5      | 32.      |
| 2019   | MotoE   | Energica             | 6      | –     | –      | 1     | 47     | 7.       |
| 2020   | MotoE   | Energica             | 7      | –     | –      | –     | 35     | 14.      |
| Gesamt | Gesamt  | Gesamt               | 279    | 4     | 40     | 12    | 1878   |          |

### In der Superbike-Weltmeisterschaft
| Saison | Team             | Motorrad               | Rennen | Siege | Podien | Poles | Punkte | Ergebnis |
| ------ | ---------------- | ---------------------- | ------ | ----- | ------ | ----- | ------ | -------- |
| 2016   | IodaRacing Team  | Aprilia RSV4           | 24     | –     | 1      | –     | 96     | 13.      |
| 2017   | Pedercini Racing | Kawasaki Ninja ZX-10 R | 16     | –     | –      | –     | 32     | 19.      |
| Gesamt | Gesamt           | Gesamt                 | 40     | 0     | 1      | 0     | 128    |          |